# Midrash halakha
Le Midrash halakha (hébreu : מדרש הלכה) désigne la méthode interprétative employée par les sages d’Israël pour tirer des lois pratiques du texte biblique, et par métonymie l’ensemble de la littérature comprenant les enseignements qui suivent cette méthode. Cette littérature comprend tant des midrashim utilisés pour justifier les lois que des midrashim créateurs de lois, généralement obtenus par application au texte des treize principes de Rabbi Ishmaël.

## Terminologie
Le terme « Midrash Halakah » fut employé pour la première fois par Nachman Krochmal (dans son commentaire du Guide des Égarés, le « Moreh Nebuke ha-Zeman », p. 163) ; l'expression talmudique pour désigner la méthode était Midrash Torah, « investigation de la Torah ». Ces interprétations étaient souvent considérées comme correspondant à la véritable signification des Écritures, l'« esprit des versets »; c'est pourquoi il était supposé qu'une élucidation correcte de la Torah comportait en elle la preuve de la halakha (ici, au sens restreint de « règle ») et la raison de son existence.